# Мансур, Анис
Анис Мансур (18 августа 1924, Эль-Мансура — 21 октября 2011, Каир) — египетский писатель.

## Биография
Мансур родился в Эль-Мансуре 18 августа 1924 года. Он получил степень бакалавра философии в Каирском университете в 1947 году и начал свою журналистскую карьеру. Он присоединился к коллективу газеты «Аль-Асас», позже присоединился ко многим другим газетам и журналам, таким как «Роуз аль-Юсеф» и «Аль-Ахрам». С 1970 по 1976 год был главным редактором журнала «Ахер Саа». В 1976 году стал главным редактором журнала «Октябрь».
Анис написал более 170 книг по многим темам, некоторые из которых были переведены на французский, нидерландский и русский языки. Он перевёл на арабский язык около 200 рассказов и более 20 пьес. Он привёл Альберто Моравиа в арабский литературный мир, первым переведя его произведения. Его самая известная книга — «حول العالم في 200 يوم: الحائز على جائزة الدولية / Ḥawla al-ʻālam fī 200 yawm : al-ḥāʼiz ʻalá jāʼizah al-dawlīyah», («Вокруг света за 200 дней»), задокументировавшая его реальное путешествие вокруг света в начале 1960-х годов. В книге подробно описаны многие факты и традиции стран, которые он посетил, включая Индию, Японию, Австралию (где он интересовался местной ливанской общиной) и США, а также его встречу с Далай-ламой.
Анис умер в возрасте 87 лет в Каире 21 октября 2011 года.